# Lophoptera pustulifera
Lophoptera pustulifera là một loài bướm đêm trong họ Noctuidae.